# Duck Sauce
Duck Sauce è un gruppo musicale statunitense di genere french house composto dai DJ A-Trak e Armand Van Helden. Il gruppo è sotto contratto con l'etichetta discografica Fool's Gold Records.
Emersi sul mercato internazionale grazie al successo di Barbra Streisand, hanno pubblicato il loro primo album nel 2014, Quack.

## Storia
Il gruppo, formatosi a New York nel 2009, produce brani di genere disco house da suonare nei club musicali. Nello stesso anno, il gruppo ha debuttato con il singolo aNYway, che ha riscosso un discreto successo in diversi paesi europei e anche nel gioco di forza Horizon 4.
Nell'estate successiva è stato pubblicato il loro primo EP, intitolato Greatest Hits, che contiene il loro primo singolo e il successivo Barbra Streisand, omaggio alla nota cantante sulla melodia di Gotta Go Home dei Boney M., brano che riscuote un grande successo in tutta l'Europa e in particolar modo in Belgio, dove ha raggiunto il vertice delle classifiche sia delle Fiandre che della Vallonia. Nei Paesi Bassi ha raggiunto la seconda posizione,  risultando inoltre il brano più ballato nelle discoteche australiane. Il brano ha ottenuto una nomination ai Grammy Award e vinto il premio "Best Underground Dance Track", vittoria bissata l'anno successivo con Big Bad Wolf.
Nel 2013 tornano al successo con il singolo It's You, seguito da Radio Stereo e NRG. I tre brani sono stati inseriti nell'album di debutto del gruppo, intitolato Quack e uscito ad aprile 2014.
Per 6 anni i due membri del duo presero strade diverse, pubblicando svariate tracce singolarmente; il 1º gennaio 2020 A-Trak comunica sui propri profili social che il duo sarebbe tornato a pubblicare tracce e avrebbe partecipato al Coachella 2020 ad aprile. Nel mentre, il duo pubblica nuovi singoli come Smiley Face, Get To Steppin, Captain Duke e I Don't Mind.

## Discografia

### Album
- 2014 - Quack

### EP
- 2010 - Greatest Hits

### Singoli
- 2009 - aNYway
- 2010 - Barbra Streisand
- 2011 - Big Bad Wolf
- 2013 - It's You
- 2013 - Radio Stereo
- 2014 - NRG
- 2014 - Ring Me
- 2020 - Smiley Face
- 2020 - Get To Steppin'
- 2020 - Captain Duck
- 2020 - I Don't Mind
- 2020 - Mesmerize

### Remix
- 2011 - Chromeo feat. Elly Jackson - Hot Mess